# Eriococcus spurius
Eriococcus spurius är en insektsart som först beskrevs av Modeer 1778.  I den svenska databasen Dyntaxa används istället namnet Gossyparia spuria. Enligt Catalogue of Life ingår Eriococcus spurius i släktet Eriococcus och familjen filtsköldlöss, men enligt Dyntaxa är tillhörigheten istället släktet Gossyparia och familjen filtsköldlöss. Arten är reproducerande i Sverige. Inga underarter finns listade i Catalogue of Life.